# Finn Dahmen
Finn Gilbert Dahmen (ur. 27 marca 1998 w Wiesbaden) – niemiecki piłkarz pochodzenia brytyjskiego, występujący na pozycji bramkarza w niemieckim klubie FC Augsburg. Były młodzieżowy reprezentant Niemiec. Wychowanek Mainz 05.